# Catena alimentare

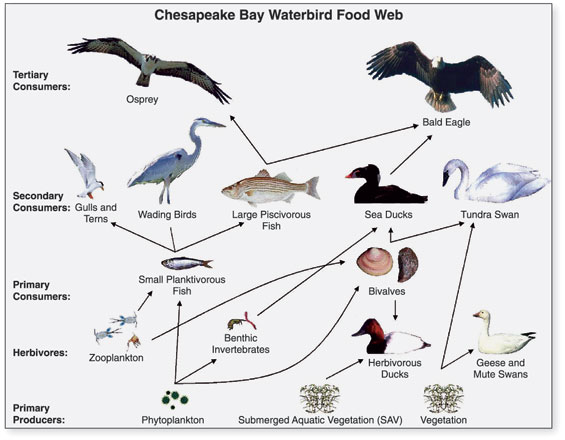
Esempio di catena alimentare: la rete alimentare di uccelli acquatici della baia di Chesapeake

Una catena alimentare, catena trofica o piramide alimentare è l'insieme dei rapporti tra gli organismi di un ecosistema. Ogni ecosistema ha una sua catena alimentare, spesso descritta come piramide, per il ridursi della biomassa dei consumatori via via successivi, secondo rapporti descritti dall'ecologia (frequentemente 1/10 rispetto al sottostante); siccome un individuo può appartenere a più di una catena alimentare, si crea una vera e propria rete alimentare.

## Descrizione
Gli organismi che hanno lo stesso ruolo nella catena alimentare appartengono allo stesso livello di alimentazione. Al primo livello ci saranno i produttori primari, al secondo gli erbivori (o consumatori primari).
Il trofico dei nutrienti, ovvero l'assunzione della biomassa di organismi da parte di altri organismi, comporta una dispersione di energia: per ogni passaggio della catena, circa 80-90% dell'energia potenziale viene dissipata sotto forma di calore; di conseguenza, catene alimentari lunghe (costituite da numerosi livelli trofici) dovranno avere alla base una copiosa produzione primaria. Lo stesso fattore comporta una sempre minore popolazione di una data specie, tanto più elevato è il livello trofico a cui essa appartiene. 
Il passaggio di energia può avvenire anche tra organismi appartenenti allo stesso livello trofico.
Il flusso di energia attraverso un livello trofico è uguale all'assimilazione totale (A) a quel livello, che a sua volta è uguale alla produzione (P) di biomassa e materia organica più la respirazione (R):
A=P+R
Le catene alimentari si dividono in:
1. catene alimentari di pascolo: vegetali → erbivori (o consumatori primari) → carnivori (o consumatori secondari)
2. catene alimentari di detrito: materia organica morta → microrganismi ed altri consumatori di detriti (detritivori) → loro predatori

La qualità delle risorse è importante almeno quanto la quantità di energia indirizzata nelle differenti catene alimentari (es. la qualità di un estratto fotosintetico ottenuto da un fungo micorrizico è molto più elevata di quella delle foglie morte in termini di facilità di assimilazione). 
Tutte le catene alimentari possiedono un feed-back in cui i consumatori trasportano spesso nutrienti o prodotti ormonali che possono incidere sulle risorse della pianta.
È una sequenza che parte sempre dai produttori.

## I produttori
Alla base di ogni catena alimentare ci sono i produttori, ossia degli organismi autotrofi, ovvero capaci di organizzare i composti chimici nel terreno (o nell'acqua), così da produrre autonomamente riserve alimentari (zuccheri, amidi). Questo processo è attuabile tramite l'energia fornita dalla fotosintesi clorofilliana. I produttori sono infatti gli unici esseri viventi che riescono a trasformare l'energia solare (energia luminosa + energia termica) in energia chimica (energia di legame).

## I consumatori
Dopo i produttori, ci sono i consumatori, ossia organismi eterotrofi non indipendenti nella produzione di cibo. Infatti questi organismi necessitano di mangiare altri organismi per assimilare sostanze nutritive. Nell'ambito dei consumatori si distinguono più livelli trofici, generalmente 3:
- consumatori primari: erbivori che si cibano direttamente dei produttori, ad esempio il coniglio, il cervo, il piccione, la gazzella, la cavalletta, il bufalo, la zebra, la giraffa e l'elefante;
- consumatori secondari: carnivori che si cibano di erbivori, ad esempio la volpe, il gatto, il falco, il delfino, la donnola, il tonno, il polpo, il ragno e la lucertola;
- consumatori terziari: carnivori che si cibano sia di erbivori che di altri carnivori e non sono prede per altre specie, ad esempio il leone, la tigre, il leopardo, il lupo, l'orca, il coccodrillo, il pitone, lo squalo e l'aquila. Sono comunemente definiti superpredatori o predatori alpha.

Ognuno di questi ordini rappresenta un livello trofico.
Gli ordini di consumatori, comunque, sono virtualmente illimitati. La dispersione di energia ad ogni passaggio, però, comporta che la popolazione delle specie appartenenti a livelli trofici elevati sia sempre e comunque limitata (le aquile, poste al sesto livello trofico di una catena trofica alpina, hanno un territorio di caccia molto ampio proprio per questo motivo.
Una specie può occupare più livelli trofici, a seconda della fonte di energia alimentare di cui si nutre. Le specie onnivore, come gli orsi e gli esseri umani, non occupano un livello fisso, ma lo variano a seconda di cosa si cibano.

## I decompositori
I bioriduttori sono generalmente dei batteri o funghi che decompongono i resti animali e vegetali in sostanze riutilizzabili dai produttori. Hanno un ruolo molto importante perché determinando la decomposizione della materia organica, rimineralizzano le sostanze nutritive (specialmente azoto e fosforo) che sono riutilizzate dagli organismi autotrofi, consentendo al ciclo di ricominciare; inoltre trasformano le molecole organiche in molecole inorganiche.

## Cascata trofica
Una cascata trofica è il processo ecologico che partendo all'inizio della catena alimentare, attraverso i vari livelli trofici, si propaga fino alla fine. Ogni variazione dei livelli trofici ha quindi ripercussioni su tutta la catena, positive o negative. La valutazione delle cascate trofiche, per le complesse variabili in gioco nei vari ambienti, è di difficile valutazione al di fuori di casi limitati ad habitat incontaminati. Un esempio virtuoso spesso citato è quello che è accaduto nel Parco nazionale di Yellowstone, negli Stati Uniti, dopo la reintroduzione dei lupi nel 1995.